# Joó Abigél
Joó Abigél (Budapest, 1990. augusztus 6. –) kétszeres Európa-bajnok magyar cselgáncsozó, a Központi Sportiskola Sport Egyesület (KSI SE) sportolója. A 2012-es londoni nyári olimpián ötödik helyezést ért el félnehézsúlyban.

## Pályafutása
A 2006-os ifjúsági Európa-bajnokságon bronzérmet szerzett. A 2007-es junior és U23-as kontinens viadalon állhatott a dobogó harmadik fokára. 2008. szeptember 15-én aranyérmet szerzett a 70 kg-os kategóriában a Varsóban rendezett junior cselgáncs-Európa-bajnokságon. Ebben az évben szerezte első felnőtt magyar bajnoki címét. A junior világbajnokságon harmadik lett.
2009-ben 70 kg-os súlycsoportban bronzérmes lett a párizsi junior cselgáncs-világbajnokságon. Szófiában vk-versenyt nyert. Az U23-as és a junior Európa-bajnokságon első helyen végzett.
A 2010. április 22–25. között rendezett bécsi cselgáncs-Európa-bajnokságon a 78 kg-os súlycsoportban végzett az első helyen. Az U23-asok között ismét a kontinens legjobbja lett. Varsóban és Bukarestben vk-viadalt nyert. A világbajnokságon kiesett.
A 2011-es párizsi cselgáncs-világbajnokságon 78 kg-ban a hetedik helyen zárt. Az U23-as Eb-n sorozatban harmadszor diadalmaskodott. Az Európa-bajnokságon ötödik volt. Bakıban és Abu-Dzabiban vk-versenyt nyert.
A 2012-es cseljabinszki cselgáncs-Európa-bajnokságon a 78 kilogrammosok között négy ippongyőzelemmel megszerezte pályafutásának második Európa-bajnoki címét.
Az olimpián szintén félnehézsúlyban indult el, s első mérkőzésén 38 másodperc alatt szerzett győzelmet gaboni riválisa ellen. A nyolc között amerikai ellenfelével szemben wazarival vezetett, amikor sérülést szenvedett. Emiatt végül ipponnal kikapott. Az orvosi vizsgálat porcleválást állapított meg, sérülése ellenére azonban folytatta a versenyt, és a vigaszágon ipponnal sikerült legyőznie következő ellenfelét, a lengyel Daria Pogorzelecet. A bronzmérkőzést a világ- és Európa-bajnok francia Audrey Tcheuméóval szemben vívta, akitől ipponnal kikapott, így az ötödik helyen zárta első olimpiáját.
2012 novemberében sorozatban negyedik alkalommal nyerte meg az U23-as Európa-bajnokságot. A 2013-as budapesti Európa-bajnokságon harmadik helyen végzett. Ugyanebben az évben az universiadén aranyérmet szerzett, a rioi világbajnokságon az első fordulóban kiesett. 2014-ben Montpellierben ismét Eb bronzérmes lett, a Cseljabinszkban rendezett vb-n az első fordulóban kiesett. A 2015-ös asztanai világbajnokságon a 16 között kiesett. A 2015. évi Európa-játékokon hetedik lett. A 2016-os kazanyi Európa-bajnokságon szintén hetedik helyen végzett. A 2016-os riói olimpián 7. lett a 78 kilogrammosok versenyében.

## Díjai, elismerései
- Az év legjobb magyar junior sportolója (2010)
- Az év legjobb magyar junior sportolója, harmadik helyezett (2011)
- Junior Prima díj (2011)
- Magyar Ezüst Érdemkereszt (2012)
- Az év utánpótláskorú sportolója (Héraklész) (2012)[19]
- Az év egyetemi sportolója (2013)
- Az év magyar cselgáncsozója (2017[20])